# Club Atlético Terremoto
O Club Atlético Terremoto é um clube de futebol uruguaio, fundado em 28 de fevereiro de 2009 e com sede nos bairros Buceo e Malvín, em Montevidéu.

## História
O Club Atlético Terremoto nasceu em 28 de fevereiro de 2009 na cidade uruguaia de Montevidéu. No mesmo ano, o clube conhecido pelo apelido de "garrasperos", solicitou filiação junto à Associação Uruguaia de Futebol (AUF). Com filiação aceita, a estreia oficial aconteceu na 2ª Divisão Amadora (nome da terceira divisão de 2008–2016) do Campeonato Uruguaio de 2009–10. Na edição que contou com a participação de 12 clubes amadores, terminou em 9º lugar tanto no Torneio Apertura (com 10 pontos) como no Clausura (também com 10 pontos).
Em maio de 2023, foi oficializado o retorno do clube às competições organizadas pela AUF, após mais de dez anos de ausência. Na 1ª Divisão Amadora (nome da terceira divisão de 2019–2024) do Campeonato Uruguaio de 2023, na 1ª fase caiu num desafiador Grupo D com outros 5 clubes. Os números mostraram uma equipe com dificuldades tanto no setor ofensivo (2º pior ataque com 7 gols) quanto no defensivo (pior defesa com 16 gols sofridos), resultando em poucas vitórias (2 em 10 jogos) e na última posição na tabela do grupo, e a precoce eliminação da competição.
Na edição da terceirona de 2024, demonstrou uma melhora significativa no ataque. A equipe conseguiu marcar 10 gols a mais (17 contra 7) em um número similar de jogos. A defesa, por outro lado, manteve um padrão de gols sofridos elevado, subindo de 16 para 17. Por fim, o clube não conseguir avançar além do Torneo Apertura (1ª fase) e acabou elimnado da competição, dando adeus mais uma vez ao tão sonhado sonho do acesso ao futebol profissional.

## Participações
- Atualizado até a temporada de 2025

| Competição                             | Total | Ano(s)         |
| -------------------------------------- | ----- | -------------- |
| Campeonato Uruguaio ― Terceira Divisão | 4     | 2009–10, 2023– |